# 99 Live
99 Live è un album rock live di Gilby Clarke del 1999.

## Tracce
1. Wasn't Yesterday Great – 3:12
2. Monkey Chow – 4:54
3. Black – 5:08
4. Kilroy Was Here – 3:09
5. Motorcycle Cowboys – 4:14
6. Good Enough for Rock N' Roll – 3:21
7. Cure Me... or Kill Me... – 5:16
8. Tijuana Jail – 10:35